# كيت وينسليت
كيت إليزابيث وينسليت (بالإنجليزية: Kate Elizabeth Winslet) (مواليد 5 أكتوبر 1975) هي ممثلة ومغنية إنجليزية حاصلة على رتبة الإمبراطورية البريطانية. وينسليت معروفة كون عملها في الأعمال الدرامية التاريخية، وغالبًا ما تصور النساء اللواتي يعانين من القلق. تعتبر من أهم فنانات المهرجانات والجوائز، وأصبحت أصغر ممثلة تحصل على 5 ترشيحات للأوسكار. حصلت كيت على جائزة أفضل ممثلة في دور مساند عام 1995 من نقابة ممثلي الشاشة، والأكاديمية البريطانية لفنون السينما والتلفزيون عن دورها في فيلم العقل والعاطفة. اشتهرت بدور «روز» في الفيلم الشهير تيتانيك، والذي كان من أعلى الأفلام دخلا خلال تلك الفترة. حصلت على جائزة الأوسكار لأفضل ممثلة عام 2009 عن فيلم القارئ، وفي نفس العام، استطاعت أن تحصل على جائزة الغولدن غلوب عن فيلم الطريق الثوري. حصلت على جائزة الإيمي عام 2011 عن المسلسل القصير ميلدريد بيرس لفئة أفضل ممثلة في مسلسل قصير أو فيلم تلفزيوني.
درست وينسليت الدراما في مدرسة مسرح ريدروف. بداية ظهورها كان في عام 1991 في مسلسل موسم مظلم ‏، وكان عمرها وقتئذ 15 عاما. كما ظهرت لأول مرة في السينما في فيلم المخلوقات السماوية (1994). كما مثلت في الريشات (2000)، وأيريس (2001)، واللذان لم يشتهرا على نطاق واسع.
كان فيلم إشراقة أبدية لعقل نظيف بمثابة نقطة تحول في مسيرة وينسليت السينمائية. وحصلت على ثناء لأدوارها في: العثور على أرض الخلود (2004)، والأطفال الصغار (2006). في عقد 2010، شاركت وينسليت في سلسلة أفلام مختلفة (2014–2016)، كما شاركت في فيلم ستيف جوبز (2011)، وهو فيلم سيرة ذاتية عن حياة ستيف جوبز (1955–2011) مؤسس شركة أبل.
فازت وينسليت بجائزة غرامي لروايتها قصة قصيرة في الكتاب المسموع استمع إلي الحكواتي (1999). قدمت وينسليت أغنية «ماذا إذا» في فيلم الرسوم المتحركة عيد الميلاد كارول: الفيلم (2001)، كما شاركت في تأسيس مؤسسة القبعة الذهبية، والتي تهدف إلى خلق وعي بالتوحد، وكتبت كتابًا حول هذا الموضوع، القبعة الذهبية: العودة إلى التوحد (2010). صنفتها مجلة تايم أكثر 100 شخص مؤثرًا في العالم في عام 2009، وفي عام 2012. تزوجت وينسليت من جيم ثريبلتون من 1998، وحتى 2001، وسام ميندز من 2003، وحتى 2011، وإدوارد أبيل سميث منذ 2012، ولديها 3 أطفال؛ طفل واحد من كل زوج من أزواجها الثلاثة.

## حياتها المبكرة
ولدت وينسلت في 5 أكتوبر 1975 في بلدة بركشير في الجنوب الغربي من إنجلترا، وهي الفتاة الوسطى بين ثلاث أخوات، أمها تدعى سالي آن وتعمل نادلة وأبوها يدعى روجر جون وينسليت ويعمل مقاول حمامات سباحة،
لكثرة أعمال والديها علقت وينسلت بأنها لم تحصل على التربية المميزة وشبهت حياتها اليومية بمن لديه المال الكافي للعيش فقط بدون كماليات. جدتها تدعى ليندا (Linda) وجدها يدعى أرشيبالد أوليفر بريدجز (Archibald Oliver Bridges) وهم الذين أسسوا مسرح القراءة وعمها يدعى روبرت بريدجز (Robert Bridges) الذي ظهر في النسخة الأصلية لفيلم «أوليفر» شقيقة كيت الصغرى بيث وينسلت (beth Winslet) والكبرى آنت وينسلت (Anna Winslet) هما أيضا ممثلات.
تربت كيت في أحضان الأسرة البريطانية التقليدية. بدأت دراسة الدراما في سن ال11 في مدرسة Redroofs Theatre School. وهي مدرسة مستقلة في مدينة Maidenhead وفي سن ال12 ظهرت كيت في اعلان تلفزيوني عن حبوب الفطور للمخرج تيم بوب (Tim Pope) وعندما راها المخرج قال أن لها مستقبلا زاهرا في التمثيل.

## السيرة المهنية

### التسعينات
بدأت الرحلة المهنية للممثلة كيت عندما اخذت بطولة دور مشارك في مسلسل Dark Season ، وتبع هذا الدور طلات عدة منها: ظهورها في فيلم Anglo-Saxon Attitudes في عام 1992، وتمثيلها في مسرحية هزلية Get Back ، وظهورها في مسلسل دراما طبي Casualty عام 1993.
في عام 1992 تلقت الممثلة كيت اتصال من المخرج بيتر جاكسون للقيام بدور جوليت هولم لفيلم Heavenly Creatures في لندن، وكان دورها بالفيلم عن فتاة ساعدت في جريمة قتل والدة صديقتها المقربة Pauline Parker التي تؤدي دورها الممثلة ميلاني كلينسكي، وقد فازت كيت بالدور من بين 175 شخص أجروا الاختبار.احتوى الفيلم لأول مرة على غناء كيت وينسلت، وعرض في سنة 1994 وترشح المخرج جاكسون وزميله فران والش لجائزة أكاديمية الأوسكار لأفضل سيناريو أصلي، وقد حصلت الممثلة وينسلت على جائزة Empire Award وجائزة لندن أوورد لأفضل ممثلة بريطانية على أدائها في الفيلم. علقت كيت عن الفيلم «في فيلم هافنلي كريتشر كل ما عملته هو أني تجسدت الشخصية تماما فقد كانت تجربة رائعة وعمل ممتاز.»
في العام الذي تبعه أخدت وينسليت دور لوسي ستيلا في فيلم Sense and Sensibility المقتبس عن الرواية المعدله لجين اوستن. يضم الفيلم أيضا هيو غرانت وآلان ريكمان. مخرج الفلم أنغ لي اعترف انه شعر بالقلق من تمثيل وينسلت بعد ما شاهد تمثيلها في هافينغ هيلز فطلب من وينسلت ان تقرا الرواية وتاخذ دروس بيانو لتتجسد الدور كاملا. حقق الفيلم نجاحا باهرا في عالم السينما حيث وصلت أرباحه في البوكس اوفيس إلى 136 مليون دولار واخدت وينسلت جائزة البافتا وجائزة Screen Actors Guild Award، وترشحت لكل من جائزة الاوسكار وجائزة الغولدن غلوب.
في عام 1996 مثلت في فيلم مايكل وبنتربتم المقتبس عن رواية Jude the Obscure ولعبت دور Sue Bridehead امرأة وقعت في حب ابن عمها، الفيلم لم يحقق نجاحا في البوكس اوفيس بالكاد وصلت أرباحه إلى مليوني دولار. في منتصف عام 1996 بدات وينسلت بالتمثيل في تايتنك بإخراج جيمس كاميرون مع شريكها بالتمثيل ليوناردو دي كابريو، لعبت دور روز دويت بوكاتر التي نجت من حادثة غرق سفينة التايتانك، علقت وينسليت عن مدى تاثير الفيلم عاطفيا عليها وقالت «فيلم التايتانك كانت تجربه مختلفه جدا ولم اكن مستعده لها لقد كنا خائفين من المغامرة باكملها جيمس كامرون عبقري في صنع الافلام ولكن كانت هناك الصحافة السيئه قبل خروج الفيلم وكان ذلك محزنا»
الفيلم حقق نجاحا هائلا في عالم السينما حتى وصلت أرباحه في البوكس اوفيس إلى 1.843 مليار دولار وتحولت وينلست بعد الفلم إلى ممثلة ذائعة الصيت.
بعد نجاح التيتانك مثلت وينسليت في Hideous Kinky في عام 1998 ولم يحقق الفلم نجاحا كبيرا وكان الفيلم هو الوحيد الذي مثلت فيه في ذلك العام، بعد ذلك رفضت وينسلت دورين للتمثيل الأول كان بطولة في فيلم Shakespeare in Love عام 1998 والثاني Anna and the king في عام 1999. في عام 1999 ظهرت كيت في فلم Holy Smoke! بمشروع آخر لم يحقق نجاح.

## الجوائز والترشيحات

### جوائز الاوسكار
| العام | الفيلم                 | الشخصية             | الفئة             | النتيجة | الفائز                                |
| ----- | ---------------------- | ------------------- | ----------------- | ------- | ------------------------------------- |
| 1996  | العقل والعاطفة         | ماريان داشوود       | أفضل ممثلة مساعدة | رُشِّح     | ميرا سورفينو (أفروديت القوية)         |
| 1997  | تايتانيك               | روز ديويت بوكايتر   | أفضل ممثلة        | رُشِّح     | هيلين هنت (افضل ما يمكن حصوله)        |
| 2001  | أيريس                  | آيريس مردوك         | أفضل ممثلة مساعدة | رُشِّح     | جينيفر كونلي (عقل جميل)               |
| 2005  | اشراقة ابدية لعقل نظيف | كلمنتاين كرودجينسكي | أفضل ممثلة        | رُشِّح     | هيلاري سوانك (طفلة المليون دولار)     |
| 2006  | الاطفال الصغار         | سارا بيرس           | أفضل ممثلة        | رُشِّح     | هيلين ميرين (الملكة)                  |
| 2008  | القارئ                 | هانا شميتز          | أفضل ممثلة        | فوز     | —                                     |
| 2016  | ستيف جوبز              | جوانا هوفمان        | أفضل ممثلة مساعدة | رُشِّح     | اليسيا فيلكاندير (الفتاة الدانماركية) |

### الغولدن غلوب
- أفضل ممثلة مساعدة عام 1996 عن فيلم Sense and Sensibility
- أفضل ممثلة رئيسية عام 1998 عن فيلم Titanic
- أفضل ممثلة مساعدة عام 2002 عن فيلم Iris
- أفضل ممثلة رئيسية عام 2005 عن فيلم Eternal Sunshine of the Spotless Mind
- أفضل ممثلة رئيسية عام 2007 عن فيلم Little Children
- أفضل ممثلة عام 2009 عن فيلم Revolutionary Road وفازت بها
- أفضل ممثلة مساعدة عام 2009 عن فيلم The Reader وفازت بها

## أفلامها
| علامة الخنجرية | يدل على الأفلام التي لم تنشر بعد |

| سنة  | عنوان                                      | دور                        | ملاحظات            | مراجع         |
| ---- | ------------------------------------------ | -------------------------- | ------------------ | ------------- |
| 1994 | المخلوقات السماوية                         | آن بيري                    |                    |               |
| 1995 | العقل والعاطفة                             | Marianne Dashwood          |                    |               |
| 1995 | A Kid in King Arthur's Court               | Princess Sarah             |                    | [ 21 ]        |
| 1996 | جود (فيلم)                                 | Sue Bridehead              |                    |               |
| 1996 | هاملت                                      | Ophelia                    |                    |               |
| 1997 | تيتانيك                                    | Rose DeWitt Bukater/Dawson |                    |               |
| 1998 | Hideous Kinky ‏                             | Julia                      |                    |               |
| 1999 | فيري                                       | Brigid (voice)             |                    | [ 22 ]        |
| 1999 | دخان مقدس!                                 | Ruth Barron                |                    | [ 22 ]        |
| 2000 | الريشات                                    | Madeleine 'Maddy' LeClerc  |                    | [ 22 ]        |
| 2001 | إنيغما (فيلم)                              | Hester Wallace             |                    | [ 22 ]        |
| 2001 | أيريس                                      | Young أيريس مردوك          |                    | [ 22 ]        |
| 2001 | War Game ‏                                  | Annie (voice)              | Short film         | [ 22 ]        |
| 2001 | عيد الميلاد كارول: الفيلم                  | Belle (voice)              |                    | [ 22 ]        |
| 2003 | حياة ديفيد جيل                             | Bitsey Bloom               |                    | [ 23 ]        |
| 2003 | Plunge: The Movie                          | Clara                      |                    | [ 22 ]        |
| 2004 | إشراقة أبدية لعقل نظيف                     | Clementine Kruczynski      |                    |               |
| 2004 | العثور على أرض الخلود                      | Sylvia Llewelyn Davies     |                    | [ 22 ]        |
| 2005 | Romance & Cigarettes                       | Tula                       |                    | [ 22 ]        |
| 2006 | التدفق البعيد                              | Rita (voice)               |                    | [ 22 ]        |
| 2006 | كل رجال الملك                              | Anne Stanton               |                    | [ 22 ]        |
| 2006 | الأطفال الصغار                             | Sarah Pierce               |                    |               |
| 2006 | الإجازة (فيلم)                             | Iris Simpkins              |                    | [ 22 ]        |
| 2007 | The Fox and the Child                      | Narrator                   |                    | [ 24 ]        |
| 2008 | القارئ (فيلم)                              | Hanna Schmitz              |                    |               |
| 2008 | الطريق الثوري                              | April Wheeler              |                    | [ 22 ]        |
| 2010 | A Mother's Courage: Talking Back to Autism | Narrator                   | Documentary film   | [ 25 ]        |
| 2011 | المذبحة                                    | Nancy Cowan                |                    | [ 22 ]        |
| 2011 | عدوى                                       | Dr. Erin Mears             |                    | [ 22 ]        |
| 2013 | فيلم 43                                    | Beth                       | Segment: The Catch | [ 26 ] [ 27 ] |
| 2013 | عيد العمال                                 | Adele Wheeler              |                    | [ 28 ]        |
| 2014 | مختلفة                                     | Jeanine Matthews ‏          |                    | [ 29 ]        |
| 2014 | فوضى صغيرة                                 | Sabine De Barra            |                    | [ 30 ]        |
| 2015 | NAYA: Legend of the Golden Dolphin         | Narrator                   | Documentary film   | [ 31 ]        |
| 2015 | سلسلة مختلفة: متمردة                       | Jeanine Matthews           |                    | [ 32 ]        |
| 2015 | Daisy Chain                                | Buttercup (voice)          | Short film         | [ 33 ]        |
| 2015 | Steve Jobs                                 | جوانا هوفمان               |                    | [ 34 ]        |
| 2015 | صانع الفساتين                              | Myrtle "Tilly" Dunnage ‏    |                    | [ 35 ]        |
| 2016 | ثلاث تسعات                                 | Irene                      | Post-production    | [ 36 ]        |
| 2016 | جمال جانبي                                 | كلير                       |                    | [ 37 ]        |
| 2017 | Wonder Wheel                               | Ginny                      |                    | [ 38 ]        |
| 2017 | الجبل الذي بيننا                           | أليكس مارتن                |                    | [ 39 ]        |
| 2017 | Meari to majo no hana                      | Madam Mumblechook          |                    | [ 40 ]        |
| 2019 | Manou the Swift                            | Blanche                    |                    | [ 41 ]        |
| 2019 | Moominvalley                               | Mrs. Fillyjonk             |                    | [ 42 ]        |

## وصلات خارجية
- كيت وينسليت على موقع IMDb (الإنجليزية)
- كيت وينسليت على موقع ميتاكريتيك (الإنجليزية)
- كيت وينسليت على موقع الموسوعة البريطانية (الإنجليزية)
- كيت وينسليت على موقع روتن توميتوز (الإنجليزية)
- كيت وينسليت على موقع مونزينجر (الألمانية)
- كيت وينسليت على موقع قاعدة بيانات الأفلام العربية
- كيت وينسليت على موقع ألو سيني (الفرنسية)
- كيت وينسليت على موقع ميوزك برينز (الإنجليزية)
- كيت وينسليت على موقع تيرنر كلاسيك موفيز (الإنجليزية)
- كيت وينسليت على موقع أول موفي (الإنجليزية)